# Сузи, Арнольд
А́рнольд Су́зи (другая транскрипция — Суси; эст. Arnold Susi; 4 января 1896, деревня Ливония (эстонское поселение), Баталпашинского отдела Кубанской области — 29 мая 1968, Таллин) — эстонский юрист, военный и политический деятель.

## Образование
Учился в Петроградском историко-филологическом институте (1915—1916) и на юридическом факультете Тартуского университета (1924).

## Военная служба
В 1916 году мобилизован в российскую императорскую армию, окончил 2-ю Петергофскую школу прапорщиков, командовал ротой. В 1917 году участвовал в создании эстонских воинских формирований, был офицером 3-го эстонского полка. Затем служил в Эстонской армии, с января 1919 года участвовал в Освободительной войне, командовал взводом в роте учителей-добровольцев. За военные заслуги награждён Крестом Свободы I класса 3-й степени.

## Адвокат и политик
С 1929 года — присяжный адвокат в Таллине. Деятель Эстонской партии труда, затем Национальной партии центра. В 1944 году вошёл в состав Национального комитета Эстонии, автор правительственной декларации и министр просвещения в правительстве Отто Тийфа.

## В тюрьме, лагере и ссылке
В октябре 1944 года был арестован органами НКВД, приговорён к 8 годам лишения свободы. В 1945 познакомился с Александром Солженицыным, вместе с которым находился в камере внутренней тюрьмы НКВД в Москве. В «Архипелаге ГУЛАГ» Солженцын писал о Сузи: 

В его роговых очках — прямые линии надглазий, лицо становится сразу строго, проницательно, как только мы можем представить себе лицо образованного человека нашего столетия. Ещё перед революцией он учился в Петрограде на историко-филологическом и за двадцать лет независимой Эстонии сохранил чистейший неотличимый русский язык. Затем уже в Тарту он получил юридическое образование. Кроме родного эстонского он владеет ещё английским и немецким, все эти годы он постоянно следил за лондонским «Экономистом», за сводными немецкими научными «berісht»ами, изучал конституции и кодексы разных стран — и вот в нашей камере он достойно и сдержанно представляет Европу. Он был видным адвокатом Эстонии и звали его «kuldsuu» (золотые уста).

Знакомство с Сузи оказало значительное влияние на идеологическое становление Солженицына — это был первый представитель западной демократической политической культуры, с которым он встретился (и подружился).
После отбытия срока заключения, с 1952 года, жил на поселении. В 1958—1960 годах работал в Абакане художественным и музыкальным руководителем Хакасского национального театра. В Абакане он также написал свои воспоминания «Крушение (Обреченность) Российской империи» (на эстонском языке: «Vene impeeriumi hukk») о предреволюционном времени в России.

## Последние годы жизни
В 1960 году Арнольду Сузи было разрешено вернуться в Эстонию. Жил в посёлке Вазула, в 1963—1968 годах у него несколько раз гостил Солженицын, который там закончил работу над «Архипелагом ГУЛАГ».
Похоронен на таллинском Лесном кладбище.

## Семья
- Сын — Хейно Сузи (1925—1987) — писатель и биохимик, с 1950 жил в США.
- Сын — Арно Сузи (1928—1993) — экономист, доцент Тартуского университета.
- Дочь — Хели Сузи (1929—2020) — преподаватель немецкого языка, переводчик.

### Воспоминания
- «Vene impeeriumi hukk. Otto Tiefi valitsuse ministri mälestused I maailmasõja päevilt». Редактор: Lauri Suurmaa; Предисловие Heli Susi. Tallinn: Издательство Grenader, 2009 432 lk; ISBN 9789949448333
- «Võõrsil vastu tahtmist. Mälestusi vangiajast ja laagripõlvest». <В гостях неуютно. Воспоминание о годах в тюрьме и лагерях> Редакторы: Heli Susi и Anne Velliste; Составитель именного указателя: Jaan Isotamm. Eesti Päevaleht и Akadeemia raamatusari Eesti mälu, nr 49, Tallinn 2011, 576 lk; ISBN 9789949475360

### Статьи
- Testament uues tsiviilseadustikus. Vaba Maa, 19. aprill 1937, nr. 87, lk. 2.